# ادواردو آروز
ادواردو آروز (به پرتغالی: Eduardo Rosa dos Santos) مدافع اهل برزیل است که در شهر Itaporã و در تاریخ ۴ مهٔ ۱۹۸۱ به دنیا آمده‌است.
ادواردو آروز در تیم‌های فوتبال América (RN) سابقهٔ حضور دارد.